# El Camino
El Camino (с исп. — «Путь») — седьмой студийный альбом американской рок-группы The Black Keys, изданный 6 декабря 2011 года на лейбле Nonesuch. Альбом является третьей совместной работой с американским продюсером Danger Mouse. Песни на диске выдержаны в жанрах гаражный рок, блюз-рок и соул. Все 11 треков были написаны в соавторстве с Danger Mouse, включая участников самой группы — Дэна Ауэрбаха и Патрика Карни.

## Об альбоме
В марте 2011 года The Black Keys приступили к записи седьмого студийного альбома. 14 июля они сообщили в интервью журналу Spin, что заканчивают работу над альбомом. Во время записи группа вдохновлялась творчеством таких исполнителей, как The Clash и The Cramps. Стало известно название двух песен, которые войдут в новый альбом «Lonely Boy» и «Little Black Submarines». Группа также сообщила, что альбом получил название El Camino. Участникам понравилось название машины Chevrolet El Camino, которую они увидели во время гастролей, и они решили, что это будет отличное название для их нового альбома. Однако на обложке альбома размещено фото другой машины, а именно Chrysler Town & Country 1994 года выпуска, на которой группа отправилась в турне в начале своей карьеры.
26 октября вышел сингл «Lonely Boy». 3 декабря дуэт исполнил «Lonely Boy» и «Gold on the Ceiling» в программе «Субботним вечером в прямом эфире».
Релиз альбома El Camino состоялся 6 декабря 2011 года. Несмотря на поздний релиз, многие издания включили его в списки лучших альбомов года.
11 февраля альбом получил премию Грэмми -как «Лучший рок-альбом».http://echo.msk.ru/news/1009666-echo.html

## Список композиций
Слова и музыка всех песен — Dan Auerbach, Patrick Carney и Brian Burton.
| №   | Название                  | Длительность |
| --- | ------------------------- | ------------ |
| 1.  | «Lonely Boy»              | 3:13         |
| 2.  | «Dead and Gone»           | 3:41         |
| 3.  | «Gold on the Ceiling»     | 3:44         |
| 4.  | «Little Black Submarines» | 4:11         |
| 5.  | «Money Maker»             | 2:57         |
| 6.  | «Run Right Back»          | 3:17         |
| 7.  | «Sister»                  | 3:25         |
| 8.  | «Hell of a Season»        | 3:45         |
| 9.  | «Stop Stop»               | 3:30         |
| 10. | «Nova Baby»               | 3:27         |
| 11. | «Mind Eraser»             | 3:15         |

## Участники записи
- Дэн Ауэрбах — гитара, вокал
- Патрик Карни — перкуссия, ударные, производство
- Danger Mouse — дополнительные клавишные, композитор
- Лиса Ханс — вокал
- Хизер Ригдон — вокал
- Эшли Уилкоксон — вокал